# Xã Kensington, Quận Walsh, Bắc Dakota
Xã Kensington (tiếng Anh: Kensington Township) là một xã thuộc quận Walsh, tiểu bang Bắc Dakota, Hoa Kỳ. Năm 2010, dân số của xã này là 244 người.